# Bemowizna
Bemowizna (Duits: Böhmenhöfen) is een plaats in het Poolse district  Braniewski, woiwodschap Ermland-Mazurië. De plaats maakt deel uit van de gemeente Braniewo en telt 388 inwoners.